# 조수민
조수민(曺秀敏, 1999년 3월 5일~)은 대한민국의 배우이다.

## 생애
1999년 3월 5일 서울특별시 강남구 일원동에서 출생한 그는 2006년 KBS 1TV 대하 드라마 《서울 1945》로 데뷔하였으며 대표 작품으로는 같은 년에 출연한 KBS 2TV 주말 연속극 《소문난 칠공주》, KBS 2TV 수목 드라마 《투명인간 최장수》, 2008년 KBS 2TV 주말 연속극 《엄마가 뿔났다》, 영화 《마지막 선물》, 2020년 SBS 월화 드라마 《펜트하우스》, KBS 2TV 월화 드라마 《암행어사: 조선비밀수사단》, 2021년 SBS 금토 드라마 《펜트하우스 2》, SBS 금요 드라마 《펜트하우스 3》 등이 있다.

## 학력
- 2006년 ~ 2012년 궁내초등학교 (졸업)
- 2012년 ~ 2015년 궁내중학교 (졸업)
- 2015년 ~ 2018년 수리고등학교 (졸업)
- 2018년 ~ 한국외국어대학교 중국언어문화학부 (휴학)

## 필모그래피

### 드라마
| 연도 | 방송사       | 제목                      | 역할               | 비고     |
| ---- | ------------ | ------------------------- | ------------------ | -------- |
| 2006 | KBS 1TV      | 서울 1945                 | 김연경 (조안 아역) |          |
| 2006 | KBS 2TV      | 소문난 칠공주             | 왕미라             |          |
| 2006 | KBS 2TV      | 투명인간 최장수           | 최솔미             |          |
| 2008 | KBS 2TV      | 엄마가 뿔났다             | 이소라             |          |
| 2009 | KBS 2TV      | 2009 전설의 고향 - 계집종 | 보리               |          |
| 2019 | TvN          | 진심이 닿다               | 여고생 김윤하      |          |
| 2019 | KBS 2TV      | 생일편지                  | 청년 시절의 여일애 | 주연     |
| 2020 | MBC 드라마넷 | 또한번 엔딩               | 차인영             | 웹드라마 |
| 2020 | SBS          | 펜트하우스                | 민설아             |          |
| 2020 | KBS 2TV      | 암행어사: 조선비밀수사단  | 강순애             |          |
| 2021 | SBS          | 펜트하우스 2              | 민설아             |          |
| 2021 | SBS          | 펜트하우스 3              | 민설아             |          |
| 2023 | MBC          | 금혼령, 조선 혼인 금지령  | 화윤               |          |
| 2024 | 채널A        | 결혼해YOU                 | 정하나             | 주연     |

### 영화
| 연도 | 제목        | 역할   | 감독   | 비고 |
| ---- | ----------- | ------ | ------ | ---- |
| 2008 | 마지막 선물 | 조세희 | 김영준 | 주연 |

## 작품 외 활동 목록

### 방송
| 연도 | 방송사 | 제목     | 날짜     | 역할   | 비고     |
| ---- | ------ | -------- | -------- | ------ | -------- |
| 2021 | SBS    | 티키타카 | 4월 11일 | 게스트 | [ 주 1 ] |

### 광고
| 연도 | 기업         | 제품     | 종류   | 공동 출연 |
| ---- | ------------ | -------- | ------ | --------- |
| 2019 | 에프앤코     | 바닐라코 | 화장품 |           |
| 2019 | 장안유업     | 끼리치즈 | 가공유 |           |
| 2020 | 하이트진로   | 필라이트 | 주류   |           |
| 2020 | 아모레퍼시픽 | 마몽드   | 화장품 |           |

## 수상 및 후보 목록
| 연도 | 시상식       | 부문               | 작품                           | 결과 |
| ---- | ------------ | ------------------ | ------------------------------ | ---- |
| 2006 | KBS 연기대상 | 여자 청소년 연기상 | 소문난 칠공주, 투명인간 최장수 | 후보 |
| 2008 | KBS 연기대상 | 여자 청소년 연기상 | 엄마가 뿔났다                  | 후보 |
| 2019 | KBS 연기대상 | 여자 연작·단막극상 | 생일편지                       | 수상 |
| 2020 | SBS 연기대상 | 여자 신인연기상    | 펜트하우스                     | 후보 |

### 내용주
1. ↑   김현수, 최예빈 공동 출연[2]

### 참조주
1. ↑  조수민 - 다음 인물 정보
2. ↑  김지영 (2021년 4월 12일). “'티키타카' 조수민, 예능 첫 출연서 가창력+매력 폭발 "신기하면서 행복"”. 《조이뉴스24》 (서울).